# Austromontia litoralis
Austromontia litoralis is een hooiwagen uit de familie Triaenonychidae. De wetenschappelijke naam van Austromontia litoralis gaat terug op Lawrence.